# Allogriphoneura
Allogriphoneura är ett släkte av tvåvingar. Allogriphoneura ingår i familjen lövflugor.
Kladogram enligt Catalogue of Life:
| Allogriphoneura | \| \| Allogriphoneura annuliventris \| \| \| \| \| \| Allogriphoneura phacosoma \| \| \| \| |
|                 | \| \| Allogriphoneura annuliventris \| \| \| \| \| \| Allogriphoneura phacosoma \| \| \| \| |
|                 | Allogriphoneura annuliventris                                                               |
|                 |                                                                                             |
|                 | Allogriphoneura phacosoma                                                                   |
|                 |                                                                                             |